# نیروگاه هسته‌ای یانگ جیانگ
نیروگاه هسته‌ای یانگ جیانگ (به لاتین: Yangjiang Nuclear Power Station) یک نیروگاه هسته‌ای در چین است که در Dongping Town واقع شده‌است.